# تصادم يايزو الجوي
- الخطوط الجوية اليابانية الرحلة 907 هي رحلة طيران من طوكيو إلي ناها وكانت من طراز بوينغ 747-400 وتحمل علي متنها 411 راكبا و16 من أفراد الطاقم وأصيب 100 شخص بجراح (9 خطيرة,91 طفيفة) ونجأوا جميعهم بفضل هبوط اضطراري ناجح في مطار طوكيو هانيدا الدولي
- الخطوط الجوية اليابانية الرحلة 958 هي رحلة طيران من بوسان إلي طوكيو وكانت من طراز ماكدونل دوغلاس دي سي-10-40 وتحمل علي متنها 237 راكبا و13 من أفراد الطاقم ونجأوا جميعهم بفضل هبوط اضطراري ناجح في مطار ناريتا الدولي